# A magzat
Pour plus de détails, voir Fiche technique et Distribution.
A magzat (littéralement « le fœtus ») est un film hongrois réalisé par Márta Mészáros, sorti en 1994.

## Fiche technique
- Titre : A magzat
- Réalisation : Márta Mészáros
- Scénario : Márta Mészáros et Éva Pataki
- Musique : Michał Lorenc
- Photographie : Nyika Jancsó
- Montage : Éva Kármentõ
- Production : Ferenc Kardos
- Société de production : Budapest Filmstúdió, Magyar Mozgókép Alapítvány, Magyar Televízió Müvelödési Föszerkesztöség et Telewizja Polska
- Pays :  Hongrie et  Pologne
- Genre : Drame
- Durée : 102 minutes
- Dates de sortie : 
  -  Hongrie : 10 novembre 1994

## Distribution
- Adél Kováts : Anna
- Aliona Antonova : Teréz
- Jan Nowicki : Péter
- Barbara Hegyi : Judit
- László Bolyki : le mari d'Anna

## Distinctions
Le film a été présenté en sélection officielle en compétition lors de Berlinale 1994.